# Skalice (Hradec Králové-i járás)
Skalice település Csehországban, a Hradec Králové-i járásban. Skalice Smržov, Hradec Králové, Černilov, Lochenice és Smiřice településekkel határos. Lakosainak száma 670 fő (2024. január 1.).

## Népesség
A település lakosságának változását az alábbi diagram mutatja:
| Lakosok száma | 823  | 889  | 774  | 580  | 553  | 514  | 601  | 618  | 654  | 670  |
|               | 1869 | 1890 | 1921 | 1950 | 1980 | 2001 | 2017 | 2019 | 2022 | 2024 |